# Templo y exconvento de San Francisco (Ciudad de México)

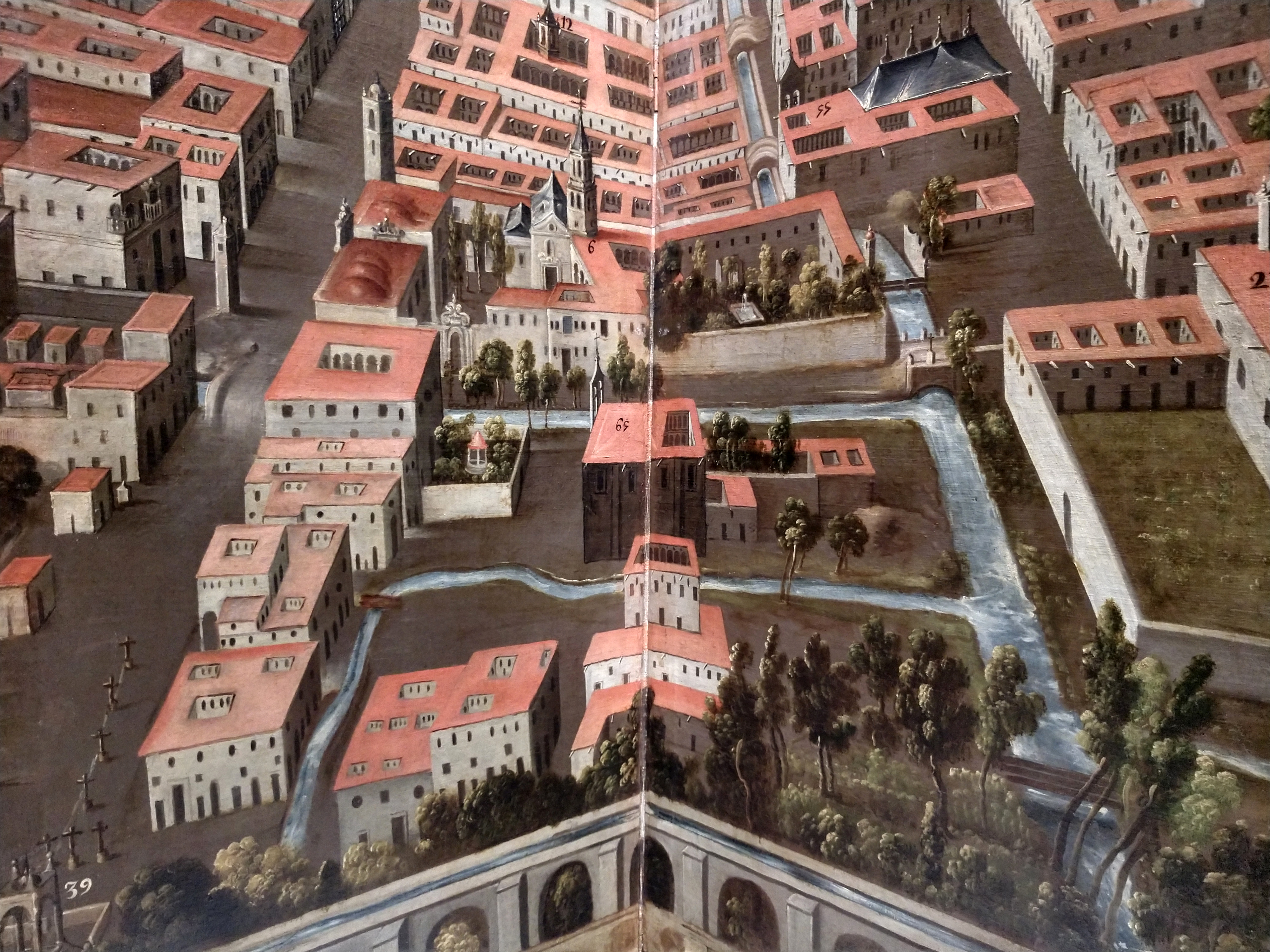
Templo y convento de San Francisco en un biombo del.

El templo y exconvento de San Francisco de la Ciudad de México, San Francisco de México o Convento de San Francisco es un templo católico, restos de lo que fue la sede principal de la Orden Franciscana en el actual México, luego del arribo de dicha orden por la Evangelización en la Nueva España. Dicha sede, establecida en 1525, fue la construcción monástica más grande de la Nueva España, y aún en el siglo XIX conservaba más de 32 mil metros cuadrados de superficie. 
Varios japoneses que participaron en las primeras travesías desde Japón hacia Nueva España, fueron bautizados en el templo. Tres lo fueron el 23 de enero de 1611, durante la primera expedición organizada por Rodrigo de Vivero (quien había naufragado en Japón en 1609). Veintidós otros fueron bautizados ahí el 20 de abril de 1614. Participaban en la embajada de Tsunenaga Hasekura, Samurai japonés, vasallo del daimyō de Sendai, Date Masamune, cual lo había mandado a España y Roma para tratar asuntos religiosos y comerciales con el rey Felipe III y el papa Paulo V.
Derivado de las Leyes de Reforma y de la venta en 1868 por Matías Romero, del templo y exconvento, sus instalaciones novohispanas fueron casi demolidas y la superficie del inmueble —que llegó a alcanzar aproximadamente hacia el norte la Avenida Francisco I. Madero, hacia el poniente Eje Central Lázaro Cárdenas, al oriente la calle Gante y al sur la actual calle de Venustiano Carranza— fue fraccionada en diversos predios. Entre los edificios contemporáneos que los ocupan están la Torre Latinoamericana, el Templo Expiatorio Nacional de San Felipe de Jesús, el Templo Metodista de la Santísima Trinidad y la Librería del Fondo de Cultura Económica Juan José Arreola, entre otros inmuebles de valor histórico.
El edificio actual que se conserva es el tercero de los erigidos en el lugar, fracasados los dos primeros a causa del terreno acuoso. Se comenzó el día de San Carlos (4 de noviembre) de 1710 y fue terminada seis años más tarde.
Anexa a la iglesia se construyó en 1766 la capilla de Balvanera, cuya fachada es el acceso principal a la iglesia de San Francisco ya que su fachada principal está tapiada.
La capilla de Balvanera se atribuye a Lorenzo Rodríguez, el principal arquitecto del barroco novohispano y autor del Sagrario metropolitano y posiblemente de la iglesia de la Santísima Trinidad.

## La Biblioteca del Convento Grande de San Francisco de México
Según los datos recogidos por Ignacio Osorio Romero, La Biblioteca del Convento Grande de San Francisco, existió entre los siglos XVI y XIX. Conformó una de las bibliotecas más antiguas de la Nueva España y una de las más grandes. El acervo de esta biblioteca, además, fue el más importante de la Provincia Franciscana del Santo Evangelio de México, “porque históricamente en él residían los mandos de toda la Provincia y la comunidad más numerosa”. Entre las colecciones que albergó se encuentran la llamada Laurea Evangélica Americana, encuadernada en pergamino blanco con rótulos rojos, con más de cien tomos, que reúne sermones de Obispos, jesuitas, franciscanos, agustinos, entre otros. Parte de esta colección aún se mantiene en la Biblioteca Nacional de México. Asimismo “en sus estantes guardaba no menos de 20 incunables”, tales como los Opera de Petrarca, el Liber chronicorum seu aetatum mundo, dos colecciones de la Biblia sacra, hebraice, chaldaice graece et latine, en ocho volúmenes.